# David Schwenke
David Schwenke (*  29. September 1575 in Pirna; †  5. November 1620 ebenda) war ein deutscher Bildhauer in Sachsen.

## Leben
Er war der jüngere Bruder des Bildhauers Michael Schwenke. Seine Bildhauerausbildung absolvierte er bei Christian Krämer in Pirna und Andreas Buschwitz in Dresden. Weiterhin war er einige Jahre Mitarbeiter in der Werkstatt von Christoph Walther II in Dresden und später bei dessen Schwiegersohn Melchior Jobst in Pirna. Im Jahr 1609 wurde er zum Vormeister der Innung der Steinmetzen, Maurer und Bildhauer berufen. Er war Mitarbeiter und Werkstattnachfolger von Michael Schwenke. Später war er auch Mitarbeiter in der Werkstatt von Christoph Walther IV in Dresden. Er schuf überwiegend dekorativen Grabschmuck.

## Werke (Auswahl)
- 1599: Bildnisgrabstein für Margarete von Bünau in der Stadtkirche Lauenstein
- 1608: Bildnisgrabsteine für den Erbrichter Jordan und dessen Familie in der Kirche zu Reichstädt bei Dippoldiswalde
- 1610–12: leitender Architekt bei der Ausführung des Altars der Stadtkirche St. Marien Pirna
- 1611: Epitaph für den Pirnaer Superintendenten Magister Balthasar Kademann, den Schwiegervater David Schwenkes
- 1615: Kanzel der St.-Michaelis-Kirche in der Altstadt von Lüneburg[1]
- 1616: Bildnisgrabsteine für den Bergmeister Christoph Fincke in der Kirche zu Altenberg
- 1617: Epitaph für Elisabeth von Schönberg in der Kirche zu Reinhardtsgrimma
- 1619: Grabmal Brustaufsatz für Laurenz Jerschel in Tetschen
- Fertigstellung des zehn Meter hohen sandsteinernen Altarretabels seines Bruders Michael Schwenke in der Stadtkirche St. Marien Pirna
- 1625: Grabmal der Familie Abraham Bock an der Nordwand im Kirchenschiff der Kirche in Waltirsche[2]